# Lopúchov
Lopúchov este o comună slovacă, aflată în districtul Bardejov din regiunea Prešov. Localitatea se află la altitudinea de 275 m deasupra n.m., se întinde pe o suprafață de 8,14 km2 și în 2017 număra 323 de locuitori.

## Istoric
Localitatea Lopúchov este atestată documentar din 1345.

## Demografie
| An:                | 1994 | 2004   | 2014   | 2024   |
| ------------------ | ---- | ------ | ------ | ------ |
| Număr de persoane: | 320  | 321    | 328    | 311    |
| Diferență:         |      | +0,31% | +2,18% | −5,18% |

| An:                | 2023 | 2024   |
| ------------------ | ---- | ------ |
| Număr de persoane: | 307  | 311    |
| Diferență:         |      | +1,30% |